# گنوییه (بافت)
گنوییه (بافت)، روستایی از توابع بخش مرکزی شهرستان بافت در استان کرمان ایران است.مردم این روستا ترک زبان و از اهالی ایل افشار می باشند

## جمعیت
این روستا در بخش مرکزی کیسکان قرار دارد و براساس سرشماری مرکز آمار ایران در سال۱۳۹۵، جمعیت آن ۱۵۰ خانوار بوده‌است.